# Thomas Funck
Thomas Fredrik Georg Funck (né le 26 octobre 1919 à Linköping en Suède, mort le 30 décembre 2010) est un artiste suédois auteur d'émissions de radio et de livres pour la jeunesse ; il est connu essentiellement pour ses fictions mettant en scène la sauterelle Kalle Stropp et la grenouille Grodan Boll.

## Biographie
Thomas Funck naît le 26 octobre 1919 à Linköping, dans l'Östergötland, en Suède. Il a le titre de freiherr (titre de noblesse suédois équivalent au titre de baron). Il conçoit les premières histoires de Kalle Stropp et Grodan Boll pour des émissions de radio dans les années 1940. À partir de 1954, Funck fait lui-même les voix de tous les personnages, en s'accompagnant à la guitare pour les effets sonores. Il publie ensuite une bande dessinée dont le dessin est de Nils Egerbrandt, puis, à partir de 1955, une série de livres pour la jeunesse illustrés par Einar Norelius. En 1956 est réalisé un film musical mettant en scène ces personnages, Kalle Stropp, Grodan Boll och deras vänner, tourné en prises de vue réelles, en partie avec des acteurs qui mimaient et en partie avec des marionnettes ; Funck double lui-même tous les personnages.
Dans les années 1970, les personnages apparaissent de nouveau à la radio et suscitent à nouveau l'intérêt du public. Deux films d'animation mettant en scène Kalle Stropp et Grodan Boll : Kalle Stropp och Grodan Boll (ou Kalle Stropp och Grodan Boll räddar Hönan) en 1987, puis Kalle Stropp och Grodan Boll på svindlande äventyr en 1991 (le second film est diffusé en France sous le titre Froggy et Charlie au pays des pommes de pin)
Outre son travail de concepteur d'émissions de radio et d'écrivain pour la jeunesse, il travaille également travaillé comme scénariste et comme acteur de doublage pour les adaptations de ses fictions en films d'animation.

## Filmographie
- 1956-Kalle Stropp, Grodan Boll och deras vänner-(tous les Voix)
- 1987-Kalle Stropp och Grodan Boll-(tous les Voix)
- 1991-Froggy et Charlie au pays des pommes de pin-(tous les Voix)